# Pfälzische G 1.IV
Pfälzische G 1.IV waren Lokomotiven der Pfälzischen Eisenbahnen.
Eingesetzt wurden die Fahrzeuge in der Vorderpfalz und am Rhein. Ausgestattet waren sie mit einem Außenrahmen, einem glatten Kessel ohne Dampfdom, waagerechten Zylindern mit innenliegender Steuerung und einem Sanddom. Bis auf einige Achs- und Kurbelbrüche bewährten sich die Maschinen gut.
Sie waren mit einem Schlepptender der Bauart 3 T 6 ausgestattet.